# Isosaari (ö i Finland, Nyland, Helsingfors, lat 60,49, long 24,69)
Isosaari är en ö i Finland. Den ligger i sjön Vaaksinjärvi och i kommunen Nurmijärvi i den ekonomiska regionen  Helsingfors  och landskapet Nyland, i den södra delen av landet, 40 km norr om huvudstaden Helsingfors. Öns area är 2,2 hektar och dess största längd är 200 meter i sydväst-nordöstlig riktning.